# 皮氏菊头蝠
皮氏菊头蝠（学名：Rhinolophus pearsoni）为菊头蝠科菊头蝠属的动物。在中国大陆，分布于江西、陕西、贵州、安徽、云南、四川、西藏、广东、福建、浙江、湖南等地，常见于热带和亚热带森林以及岩洞。该物种的模式产地在印度。

## 亚种
- 皮氏菊头蝠福建亚种（学名：Rhinolophus pearsoni chinensis），Andersen于1905年命名。在中国大陆，分布于江西、广东、安徽、福建、浙江、湖南等地。该物种的模式产地在福建挂墩。[2]
- 皮氏菊头蝠指名亚种（学名：Rhinolophus pearsoni pearsoni），Horsfield于1851年命名。在中国大陆，分布于西藏、广西、云南（西部）、四川（秦岭）等地。该物种的模式产地在印度。[3]